# أوركيد (فلوريدا)
اوركيد (بالإنجليزية: Orchid)‏ هي مدينة أمريكية تقع في ولاية فلوريدا. تبلغ مساحتها 4.8 (كم²) وعدد سكانها 140 نسمة حسب إحصاء سنة 2010 م. تشير إحصاءات سنة 2000م بأن الكثافة السكانية في هذه المدينة تقدر بـ(29.2) نسمة/كم2.